# 什馬科韋
48°12′14″N 34°25′29″E / 48.20389°N 34.42472°E
什馬科韋（羅馬化：Shmakove）是烏克蘭中部的村莊，隸屬第聶伯羅彼得羅夫斯克州的卡姆揚斯凱區。該村處於赫魯希夫卡河左岸，距離亞基米夫卡和赫魯希夫卡2公里，海拔高度133米，2001年人口129。